# Calanais VI
Le site de Calanais VI (Cùl a' Chleit) est un alignement de pierres faisant partie des nombreuses structures de mégalithes autour du site  Calanais I sur la côte ouest de l'île de  Lewis dans les Hébrides extérieures.

## Histoire
La zone autour de Calanais comprend 21 monuments érigés autour de 3000 av. J.-C. Cet ensemble mégalithique est appelé Callanish en anglais et tire son nom du village voisin de Callanish. En gaélique écossais, le site est appelé Clachan Chalanais ou Tursachan Chalanais.

## Caractéristiques
Le site de Calanais VI est composé de deux pierres d'une hauteur de 1 et 2 mètres.

## Localisation
Calanais VI est situé à proximité de la route A858 à environ 25 kilomètres à l'ouest de Stornoway. Le site est à environ 6 km au sud-est de Calanais I.